# Windows XP
Windows XP (кодовое название при разработке — Whistler; внутренняя версия — Windows NT 5.1) — операционная система семейства Windows NT корпорации Microsoft. Была выпущена 25 октября 2001 года и является прямым преемником Windows 2000 для бизнес-пользователей и Windows Me для домашних пользователей. Название XP происходит от англ. eXPerience («опыт», «впечатления»).
Разработка Windows XP началась в 1999 году под кодовым названием «Neptune», она была построена на ядре Windows NT и предназначалась для потребителей. Обновленная версия Windows 2000 также изначально планировалась для корпоративного рынка. Однако в январе 2000 года оба проекта были свёрнуты в пользу единой ОС под кодовым названием «Whistler», которая должна была служить единой платформой как для потребительского, так и для корпоративного рынков. В результате Windows XP стала первой потребительской версией Windows, не основанной на ядре MS-DOS. Windows XP удалила поддержку PC-98, i486 и SGI Visual Workstation 320 и 540 и будет работать только на 32-разрядных процессорах.
В отличие от Windows 2000, которая поставлялась как в серверном, так и в клиентском вариантах, Windows XP является исключительно клиентской системой. Её серверным аналогом является Windows Server 2003. Хотя Windows Server 2003 и была построена на базе того же кода, что и Windows XP, почти всецело наследуя интерфейс её пользовательской части, Windows Server 2003 всё же использует более новую и переработанную версию ядра NT 5.2; появившаяся позже Windows XP Professional x64 Edition имела то же ядро, что и Windows Server 2003, и получала те же обновления безопасности, вследствие чего можно было говорить о том, что их развитие шло одинаково. Windows XP получила новый пользовательский интерфейс, который значительно отличается от ставшего уже привычным по предыдущим версиям, таким как Windows 95, 98, 2000 и Millennium Edition. Windows XP получила большое признание пользователей и стала самой популярной ОС для персональных компьютеров в мире примерно на десятилетие. Благодаря невысоким системным требованиям и хорошей поддержке как нового, так и старого аппаратного обеспечения обеспечивала высокую производительность на широком спектре конфигураций.
После своего выпуска Windows XP получила признание критиков, отметивших возросшую производительность и стабильность (особенно по сравнению с Windows Me), более интуитивный пользовательский интерфейс, улучшенную поддержку оборудования и расширенные возможности мультимедиа. Windows XP и Windows Server 2003 были заменены Windows Vista и Windows Server 2008, выпущенными в 2007 и 2008 годах соответственно.
По состоянию на апрель 2025 года доля Windows XP в мире составляет ▲0.38%. Это значение достигало максимума в 2007 году и начало снижаться в октябре 2009, после выхода Windows 7, она была популярнее Windows Vista.
Основная поддержка Windows XP была прекращена 14 апреля 2009 года, а расширенная — 8 апреля 2014 года. Последнее обновление безопасности для Service Pack 3 было выпущено 14 мая 2019 года. Существовали неофициальные методы для применения обновлений к другим выпускам Windows XP.

## История разработки
В 1999 году первоначальная разработка операционной системы, которая позже станет Windows XP, была сосредоточена на двух отдельных продуктах: «Odyssey», которая, как сообщается, должна была стать преемником Windows 2000, и «Neptune», который, как сообщается, был ориентированной на потребителя операционной системой с использованием архитектуры Windows NT, следующей за MS-DOS Windows 9x.
Однако проекты оказались слишком амбициозными. В январе 2000 года, незадолго до официального выпуска Windows 2000, технический писатель Пол Терротт (англ. Paul Thurrott) сообщил, что Microsoft прекратила разработку Neptune и Odyssey в пользу нового продукта под кодовым названием «Whistler», по названию горнолыжного курорта в канадской провинции Британская Колумбия, так как многие сотрудники Microsoft катались на лыжах на горнолыжном курорте Whistler-Blackcomb. Цель Whistler заключалась в объединении как потребительских, так и бизнес-ориентированных линий Windows под единой платформой Windows NT: Терротт заявил, что Neptune стал «чёрной дырой, когда все функции, которые были вырезаны из Windows Millennium Edition, были просто повторно помечены как функции Neptune. А поскольку Neptune и Odyssey все равно будут базироваться на одной кодовой базе, имело смысл объединить их в единый проект».
На PDC 13 июля 2000 года Microsoft объявила, что Whistler будет выпущен во второй половине 2001 года, а также представила первую сборку предварительного просмотра 2250. Сборка заметно представила раннюю версию системы визуальных стилей Windows XP.
31 октября 2000 года Microsoft выпустила первую бета-версию Windows XP, сборку 2296. Последующие сборки постепенно вводили функции из Windows XP, такие как Internet Explorer 6, кнопку и элементы «Пуск», систему активации продуктов Microsoft и Фон рабочего стола Bliss.
5 февраля 2001 года Microsoft официально объявила, что Whistler будет известен как Windows XP, где XP означает «опыт».

### Выпуск
В июне 2001 года корпорация Microsoft сообщила, что она планирует совместно с Intel и другими производителями ПК потратить не менее 1 миллиарда долларов на маркетинг и продвижение Windows ХР. Тема кампании «Да, вы можете» была разработана, чтобы подчеркнуть общие возможности платформы. Первоначально Microsoft планировала использовать слоган «Приготовьтесь к полёту», но он был отменён из-за проблем с чувствительностью после атак, проведённых 11 сентября 2001 года.
24 августа 2001 года Windows XP Build 2600 была выпущена в производство. Во время торжественного мероприятия в штаб-квартире Microsoft в Редмонде копии сборки RTM были переданы представителям нескольких крупных производителей ПК. В то время как производители смогут выпускать устройства под управлением Windows XP начиная с 24 сентября 2001 года, ожидается, что XP достигнет общей розничной доступности 25 октября 2001 года. В тот же день Microsoft также объявила окончательную розничную цену двух основных выпусков Windows XP — Professional и Home Edition.

## Редакции
Windows XP выпускалась в следующих вариантах:
- Windows XP Professional была разработана для предприятий и предпринимателей и содержит такие функции, как удалённый доступ к рабочему столу компьютера, шифрование файлов (при помощи шифрованной файловой системы), центральное управление правами доступа и поддержка многопроцессорных систем.
- Windows XP Home Edition — система для домашнего применения. Выпускалась как недорогая «урезанная» версия Professional Edition, но базируется на том же ядре.
- Windows XP Tablet PC Edition базировалась на Professional Edition и содержит специальные приложения, оптимизированные для ввода данных стилусом на планшетных компьютерах. Важнейшим свойством является распознавание текстов, написанных от руки и адаптация графического интерфейса к поворотам дисплея. Эта версия продаётся только вместе с соответствующим компьютером.
- Windows XP Media Center Edition базировалась на Professional Edition и содержит специальные мультимедийные приложения. Компьютер, как правило, оснащён ТВ-картой и пультом дистанционного управления (ПДУ). Важнейшим свойством является возможность подключения к телевизору и управление компьютером через ПДУ благодаря упрощённой системе управления Windows. Эта система содержит также функции для приёма УКВ-радио.
- Windows XP Embedded — это встраиваемая компонентная операционная система на базе Windows XP Professional Edition и предназначена для применения в различных встраиваемых системах: системах промышленной автоматизации, банкоматах, медицинских приборах, кассовых терминалах, игровых автоматах, VoIP-компонентах и т. п. Windows XP Embedded включает дополнительные функции по встраиванию, среди которых фильтр защиты от записи (EWF и FBWF), загрузка с флеш-памяти, CD-ROM, сети, использование собственной оболочки системы и т. п.
- Windows Embedded POSReady 2009 — специализированная операционная система на базе Windows XP Embedded, сконфигурированная для пунктов обслуживания и оптимизированная для розничной торговли и сферы услуг. На базе этой платформы можно создавать банкомат, платёжный терминал, АЗС, кассовый аппарат и т. п. Дополнительно Windows Embedded for Point of Service включает технологию POS for .NET для быстрой разработки торговых приложений и поддержки торгового периферийного оборудования. Основная поддержка Windows Embedded POSReady 2009 прекращена 8 апреля 2014 года, а расширенная — 9 апреля 2019 года.
- Windows XP Professional x64 Edition — специальная 64-разрядная версия, разработанная для процессоров с технологией AMD64 Opteron и Athlon 64 фирмы AMD и процессоров с технологией EM64T фирмы Intel. Эта система не поддерживает процессоры других производителей, а также не работает с процессором Intel Itanium. Хотя первые 64-разрядные процессоры появились в 2003 году, Windows XP Professional x64 Edition вышла в свет только в апреле 2005 года. Основным достоинством системы является быстрая работа с большими числами (Long Integer и Double Float). Таким образом, эта система очень эффективна, например, при выполнении вычислений, использующих числа с плавающей запятой, необходимых в таких областях, как создание спецэффектов для кинофильмов и трёхмерной анимации, а также разработка технических и научных приложений. Данная система поддерживает смешанный режим, то есть одновременную работу 32- и 64-разрядных приложений, однако для этого все драйверы должны быть в 64-разрядном исполнении. Это означает, что большинство 32-разрядных приложений может работать и в этой системе. Исключение составляют лишь те приложения, которые сильно зависят от аппаратного обеспечения компьютера, например, антивирусы и дефрагментаторы.
- Windows XP 64-bit Edition — это издание разрабатывалось специально для рабочих станций с архитектурой IA-64 и микропроцессорами Itanium и Itanium 2. Это издание Windows XP более не развивается с 30 июня 2005 года, после того, как Hewlett-Packard прекратил разработку рабочих станций с микропроцессорами Itanium. Поддержка этой архитектуры осталась в серверных версиях операционной системы Windows. Данная версия была выпущена 28 марта 2003 под версией 5.2.3790. Поддержка прекращена 25 июля 2006 года. Поддерживает: до 128 ГБ оперативной памяти[14] и до 16 ТБ виртуальной памяти[15][16].
- Windows XP Edition N — система без Windows Media Player и других мультимедиа-приложений, созданная под давлением Европейской комиссии. Эта версия рассчитана на страны Европейского союза. При желании пользователь может бесплатно загрузить все недостающие приложения с веб-сайта Microsoft. Существует как в Home, так и в Professional вариантах.
- Windows XP Edition K — версия для Южной Кореи. Отсутствует Messenger. Есть варианты Home и Professional.
- Windows XP Edition KN  — смесь Edition N и Edition K для Северной Корее, то есть отсутствуют Messenger и мультимедиа-приложения, корейский язык. Также есть Home и Professional.
- Windows XP Starter Edition — функционально ограниченная версия Home Edition для развивающихся стран и финансово слабых регионов. В этой версии возможна одновременная работа только 3 приложений, и каждое приложение может создать не более 3 окон. В системе полностью отсутствуют сетевые функции, не поддерживается высокая разрешающая способность, а также не допускается использование более 512 мегабайт оперативной памяти или жёсткого диска объёмом более 120 гигабайт. Система может работать на процессорах уровня Intel Celeron или AMD Duron.
- Windows Fundamentals for Legacy PCs — урезанная версия Microsoft Windows XP Embedded Service Pack 2, предназначенная для устаревших компьютеров.

## Новое в сравнении с Windows 2000
Некоторыми из наиболее заметных улучшений в Windows XP по сравнению с Windows 2000 являются:
- Новое оформление графического интерфейса, включая более округлые формы и плавные переходы цвета; а также дополнительные функциональные улучшения (такие, как возможность представления папки в виде слайд-шоу в проводнике Windows).
- Поддержка метода сглаживания текста ClearType, улучшающего отображение текста на ЖК-дисплеях (по умолчанию отключена).
- Возможность быстрого переключения пользователей, позволяющая временно прервать работу одного пользователя и выполнить вход в систему под именем другого пользователя, оставляя при этом приложения, запущенные первым пользователем, включёнными.
- Функция «удалённый помощник», позволяющая опытным пользователям и техническому персоналу подключаться к компьютеру с системой Windows XP по сети для разрешения проблем. При этом помогающий пользователь может видеть содержимое экрана, вести беседу и (с позволения удалённого пользователя) брать управление в свои руки.
- Программа восстановления системы, предназначенная для возвращения системы в определённое предшествующее состояние (эта функция является развитием аналогичной программы, включённой в Windows Me), а также улучшение других способов восстановления системы. Так, при загрузке последней удачной конфигурации загружается также и прежний набор драйверов, что позволяет в ряде случаев легко восстановить систему при проблемах, возникших в результате установки драйверов; возможность отката драйверов и т. д.
- Улучшенная совместимость со старыми программами и играми. Специальный мастер совместимости позволяет эмулировать для отдельной программы поведение одной из предыдущих версий ОС (начиная с Windows 95). Впрочем, функция совместимости присутствует в Windows 2000 с пакетом обновления 2[17].
- Возможность удалённого доступа к рабочей станции благодаря включению в систему миниатюрного сервера терминалов (только в издании Professional).
- Более развитые функции управления системой из командной строки.
- Поддержка проводником Windows цифровых фотоформатов и аудиофайлов (автоматическое отображение метаданных для аудиофайлов, например, тегов ID3 для MP3-файлов).
- Windows XP включает технологии, разработанные фирмой Roxio, которые позволяют производить прямую запись CD из проводника, не устанавливая дополнительное ПО, а работа с перезаписываемыми компакт-дисками становится подобной работе с дискетами или жёсткими дисками. Также в Media Player включена возможность производить запись аудио-дисков. Возможности работы с образами дисков не предусмотрено.
- Windows XP может работать с архивами ZIP и CAB без установки дополнительного ПО. Работа с архивами данного типа возможна в проводнике как с обычными папками, которые можно создавать и удалять, заходить в архив, добавлять/удалять файлы подобно работе с обычными папками. Также возможна установка пароля на архив. При необходимости можно назначить для работы с этими архивами любое стороннее программное обеспечение.
- Улучшения в подсистеме EFS, заключающиеся в необязательности агента восстановления, более безопасного сохранения ключей. Шифруемые файлы теперь не просто удаляются, а перезаписываются нулями, что гораздо надёжнее. Начиная с SP1 становится возможным использовать (он и используется по умолчанию) алгоритм AES, наряду с DESX и 3-DES.
- Настраиваемые панели инструментов, с помощью которых можно оптимизировать доступ к файлам, папкам и ресурсам Интернета. Достаточно разместить их на краю Рабочего стола (наподобие боковой панели) или на Панели задач (в форме ссылки).
- Частичное использование сборок (англ. Side-by-side assembly, (SxS)).

## Графический интерфейс пользователя
- Выделение в Windows Explorer осуществляется прозрачным синим прямоугольником.
- Падающая тень от ярлыков на рабочем столе.
- Боковая панель, ориентированная на выполнение задач в окне проводника («common tasks»).
- Группирование кнопок одного приложения на панели задач в одну кнопку, при определённом количестве разных запущенных приложений, что позволяет часто избегать необходимости её «прокрутки».
- Появилась возможность заблокировать панель задач и вспомогательные панели, во избежание их случайного изменения.
- Цветовое выделение элементов в меню «Пуск», принадлежащих недавно добавленным программам.
- Меню отбрасывает тени (в Windows 2000 тень отбрасывал указатель мыши, но не элементы меню).

Windows XP анализирует производительность системы с определёнными визуальными эффектами и в зависимости от этого активирует их или нет, учитывая возможное падение или рост производительности. Пользователи также могут изменять данные параметры, используя диалоговые окна настройки, при этом можно либо гибко выбрать активность тех или иных визуальных эффектов, либо отдать это на управление системе или же выбрать максимальную производительность или лучший вид графического интерфейса.
Некоторые эффекты, такие как полупрозрачность и т. п., требуют наличия производительной графической подсистемы, на старых видеокартах производительность может сильно упасть и Microsoft рекомендует отключить эти возможности в таком случае.
В Windows XP появилась возможность использовать Visual Styles, позволяющие изменить графический интерфейс пользователя. Luna — новый стиль графического интерфейса, входящий в поставку XP и являющийся интерфейсом по умолчанию для компьютеров, имеющих более 64 мегабайт оперативной памяти. Возможно использовать и другие Visual Styles, но они должны быть подписаны цифровой подписью Microsoft (так как имеют важное значение в функционировании системы).
Для обхода этого ограничения некоторые пользователи используют специальное программное обеспечение, такое, как UxTheme MultiPatcher, а иногда и изменённую версию библиотеки uxtheme.dll (данные действия нарушают EULA).
Также существует стиль «классический», повторяющий стиль интерфейса Windows 2000 и Windows ME (который использует на 4 МБ меньше памяти, чем Luna), а также многочисленные стили, созданные сторонними разработчиками. Для версии Media Center Microsoft разработала «визуальный стиль» Royale, который включён в эту версию Windows XP и доступен для установки в других версиях XP.
Для Windows XP компанией The Iconfactory, известной своим набором бесплатных значков для операционной системы Mac OS X, были созданы более 100 значков.

## Интерфейс командной строки (CLI)
Windows XP также имеет интерфейс командной строки (CLI, «консоль»), cmd.exe, для управления системой командами из консоли или запуска сценариев, называемых «командными файлами» (с расширениями cmd), основанными на пакетных файлах MS-DOS. Синтаксис Windows XP CLI достаточно хорошо задокументирован во встроенной системе помощи (файл справки ntcmds.chm). Более подробную общую информацию можно получить, набрав в командной строке help для получения общих сведений о доступных командах и «имя команды» /?. Интерфейс командной строки доступен как в виде окна, так и в полноэкранном виде (переключение между ними осуществляется нажатием Alt+↵ Enter), предпочитаемый вид можно указать в соответствующем диалоге настройки, наряду с такими параметрами, как размер и тип шрифтов и т. д. При работе в данном режиме пользователь может вызывать предыдущие команды (так, клавиша ↑ возвращает предыдущую команду, а F7 выводит меню со списком вводившихся команд; F9 вызывает из этого списка команду по номеру), использовать автодополнение имён файлов и каталогов (Tab ↹), а также команд; доступно вызываемое правым кликом контекстное меню в том числе с работой с буфером обмена. Многие действия по управлению операционной системой можно выполнить, используя интерфейс CLI. Наиболее важными из них являются команды:
- net с подкомандами, позволяющая управлять локальными пользователями и группами (net user /? и net localgroup /?), аккаунтами, общим доступом к ресурсам на ПК (net share /?) и в сети (net view /?) и т. д.
- команды просмотра и управления процессами tasklist /? и taskkill /?
- команда управления разрешениями файлов cacls /?, позволяющая просматривать и изменять права доступа к файлам и папкам; в Home Edition — это единственная возможность гибко изменять права, так как соответствующий графический инструмент доступен только в безопасном режиме
- команды, аналогичные командам MS-DOS, позволяющие копировать, перемещать и удалять файлы и каталоги и т. д.
- Расширены возможности классических команд MS-DOS, позволяющих манипулировать с несколькими именами файлов, добавлены команды работы со стеком, управление окнами типа title[источник не указан 873 дня]

## Системные требования
Системные требования операционных систем Windows XP Home и Professional Edition следующие:
|                                  | Минимальные (официально)                                 | Рекомендуемые                                            |
| -------------------------------- | -------------------------------------------------------- | -------------------------------------------------------- |
| Pentium-совместимый процессор    | 233 МГц                                                  | 300 МГц или выше                                         |
| Оперативная память               | 64 МБ (могут быть ограничены некоторые возможности)      | 128 МБ или больше                                        |
| Видеоадаптер и монитор           | Super VGA разрешением (800×600) или выше                 | Super VGA разрешением (800×600) или выше                 |
| Свободное место на жёстком диске | 1,5 ГБ или больше                                        | 1,5 ГБ или больше                                        |
| Оптический накопитель            | CD-ROM или DVD-ROM                                       | CD-ROM или DVD-ROM                                       |
| Устройства ввода                 | Клавиатура и мышь или аналогичное указывающее устройство | Клавиатура и мышь или аналогичное указывающее устройство |
| Другие устройства                | Звуковая карта, колонки и/или наушники                   | Звуковая карта, колонки и/или наушники                   |

Для установки Service Pack 2 на работающую систему необходимо наличие на жёстком диске не менее 1,8 ГБ свободного места во время установки.
А для SP 3 требуется 2,3 ГБ жёсткого диска при установке.

## Пакеты обновлений и поддержка
Microsoft периодически выпускала пакеты обновлений (Service Packs, SP) своих операционных систем, устраняющие выявленные проблемы и добавляющие новые возможности. Всего было выпущено три пакета обновления. Официальная всеобщая поддержка последнего релиза Windows XP SP3 завершилась 8 апреля 2014 года, спустя 12,5 лет после выхода. Этот срок поддержки стал одним из самых долгих за всю историю Windows, уступая лишь Windows 1.0x (16 лет), Windows 2.x (14 лет), и Windows 3.x (18 лет). За отдельную плату поддержка могла быть продлена ещё на 5 лет.
Завершение общей поддержки касалось только редакций Windows XP для рабочих станций. Поддержка Windows XP Embedded и Windows Embedded POSReady 2009 была продлена до 2019 года. Пользователи Windows XP Home Edition и Professional могли получать обновления безопасности для Windows Embedded POSReady 2009 при помощи редактированием реестра, хотя Microsoft не рекомендовала такой практики.
13 мая 2017 года Microsoft, несмотря на окончание поддержки Windows XP в 2014 году, выпустила обновление KB4012598 для Windows XP SP3, которое предотвращает использование уязвимости EternalBlue.
13 июня 2017 года Microsoft выпустила ещё одно обновление безопасности для Windows XP и Server 2003 (KB4024323), касающееся уязвимости в реализации протокола RPC.
В июле 2019 года Microsoft объявила, что поддержка интернет-игр Microsoft на Windows XP прекратится 31 июля 2019 года.

### Windows XP без пакетов обновлений
Поддержка Windows XP без установленных пакетов обновлений закончилась 30 сентября 2004 года.

### Пакет обновлений 1
Пакет обновлений 1 (SP1) для Windows XP был выпущен 9 сентября 2002 года. Наиболее важными новшествами стали поддержка USB 2.0, возможность выбирать программы по умолчанию для просмотра Интернета, почты, обмена мгновенными сообщениями, а также различные реализации виртуальной машины Java. Шифрующая файловая система EFS получила возможность использовать алгоритм шифрования AES с 256-битным ключом. По умолчанию включена поддержка LBA-48, позволяющая операционной системе работать с жёсткими дисками ёмкостью более 137 Гб.
Пакет обновлений 1A был выпущен 3 февраля 2003 года и удалял виртуальную машину Java из системы. Корпорация Майкрософт не рекомендовала пользователям, уже установившим пакет обновлений SP1, устанавливать пакет SP1а.
Поддержка Windows XP Service Pack 1 и 1A закончилась 10 октября 2006 года.

### Пакет обновлений 2
Пакет обновлений 2 (Service Pack 2, SP2) (кодовое название Springboard) был выпущен 6 августа 2004 года. SP2 добавил в Windows XP новые возможности, включая улучшенный файрволл; поддержку Wi-Fi с мастером настройки и Bluetooth, а также улучшения в Internet Explorer 6 — например, возможность блокировать «всплывающие» окна. Данный сервис-пак внёс значительные изменения в безопасность Windows XP. Так, значительным изменениям подвергся встроенный файрволл, который был переименован в Брандмауэр Windows и теперь активирован для всех создаваемых соединений по умолчанию. Появилась расширенная защита памяти, в частности, от атак переполнения буфера как с использованием технологии «NX-бит», так и рядом других приёмов. Изменения коснулись и сервисов — такие сервисы, как telnet и служба сообщений, отключены по умолчанию, ряд сервисов запускается с пониженными правами и т. д. Изменения в области безопасности затронули и почтовую программу Outlook Express и браузер Internet Explorer. Windows XP Service Pack 2 включает в себя Центр обеспечения безопасности, который позволяет облегчить наблюдение за безопасностью системы, следя и напоминая пользователю о необходимости установить или обновить антивирус и его базы, активировать встроенный или сторонний файрволл, произвести обновление операционной системы или изменить настройки веб-браузера. Сторонние антивирусы и файрволлы имеют возможность взаимодействовать с ним с помощью интерфейса API. Также были улучшены функции автозапуска при вставке компакт-диска или подключении флеш-карт и подобных устройств.
При загрузке системы исчезли подзаголовки с названием редакции; полоса загрузки в редакции Home сменила зелёный цвет на синий цвет, как в редакции Professional.
Поддержка Windows XP Service Pack 2 закончилась 13 июля 2010 года. В этот же день также закончились поддержка Windows 2000 и базовая поддержка Windows Server 2003.

### Пакет обновлений 3
В начале августа 2007 года Microsoft начала бета-тестирование SP3 среди ограниченной группы бета-тестеров. Несмотря на то, что бета-версия была передана только избранным, её дистрибутив появился в пиринговых сетях. С 12 декабря 2007 года версия RC1 SP3 доступна для загрузки и тестирования всем желающим.
Окончательная версия Пакета обновлений 3 была представлена 21 апреля 2008 года, но только для бизнес-клиентов, таких как производители оригинального оборудования и подписчики MSDN и TechNet. Остальные пользователи смогли получить третий сервис-пак 6 мая.
Пакет может быть установлен только поверх пакета Service Pack 1 (SP1) или Service Pack 2 (SP2), и доступен только для 32-битной версии.
Включает в себя все обновления, выпущенные после выхода Windows XP Service Pack 2, а также ряд других новых элементов. Среди них функция защиты сетевого доступа (Network Access Protection) и новая модель активации, заимствованные у Windows Vista, кроме того, появилась улучшенная функция обнаружения так называемых маршрутизаторов-«чёрных дыр» и др.
С 1 июля 2008 года Microsoft прекратила продажи Windows XP SP2 своим поставщикам. До середины 2010 года Windows XP SP3 поставлялась в OEM и BOX поставках, для Windows Vista Business возможен бесплатный «даунгрейд», а также в продаже находится Get Genuine Kit Windows XP SP3, предназначенный для лицензирования установленного пиратского ПО, в рамках корпоративного лицензирования пакет Get Genuine Solution Windows XP.
Windows XP Service Pack 3 также распространяется как часть опционального компонента Windows 7 Windows XP Mode.

### Обновления от POSReady
После завершения поддержки Windows XP в 2014 году энтузиастам удалось с помощью правки реестра получать обновления от Windows Embedded POSReady — варианта для XP. Данный способ является неофициальным и нарушает лицензионное соглашение, так как обновления изначально предназначены для версии Windows XP POSReady.

## Утечкаисходного кода
В конце сентября 2020 года произошла утечка исходного кода системы, в том числе Windows Server 2003. Архив размером около 43 ГБ разместили на форуме 4chan, но спустя 4 часа после публикации обсуждение было помещено в архив. Однако до этого архив успел разойтись по сети. Имеются подтверждения подлинности исходного кода.